# Дакота Джонсън
Дакота Джонсън (на английски: Dakota Johnson) е американска актриса и модел, носителка на „Златен глобус“. Става известна с ролята на Анастейша Стийл във филма от 2015 г. „Петдесет нюанса сиво“, адаптация на едноименния роман на Е. Л. Джеймс.

## Биография и творчество
Родена е на 4 октомври 1989 г. в Остин, Тексас, САЩ, в семейство на холивудски знаменитости. Дъщеря е на Дон Джонсън и Мелани Грифит (носителка на Златен глобус). Нейната баба по майчина линия е актрисата, модел и активист Типи Хедрен – най-голямата муза на Алфред Хичкок. Тя има шестима полубратя и сестри – 4 от страната на баща си и 2 от страна на майка си.
През 1996 г. родителите на Дакота се развеждат и скоро майка ѝ започва връзка с Антонио Бандерас. В бъдеще той става неин баща и патрон.
През 1999 г., на 9-годишна възраст, Дакота прави своя дебют в „Лудост в Алабама“, където тя и нейната полусестра Стела Бандерас, играят дъщери на истинската си майка Мелани Грифит. Филмът е режисиран от втория баща на Дакота – Антонио Бандерас.
През 2006 г. е избрана за „Мис Златен глобус“ – стартова награда, която се дава на потомците на известни родители. Тя е първата Мис „Златен глобус“ от второ поколение в историята на наградите, тъй като майка ѝ е била Мис „Златен глобус“ през 1975 г.
Като дете Дакота е запалена танцьорка. Започва да се интересува и от моделство, след като на 12-годишна възраст участва с други деца на известни личности във фотосесия за Teen Vogue. Тя подписва договор с IMG models и се снима в кампании за Mango. През 2011 г. Дакота заминава за Сидни, Австралия, където снима кампанията „Изгряваща звезда“ за модната марка "Wish".
След като завършва гимназия, тя подписва договор с агенция „Уилям Морис“ и започва актьорската си кариера. Първият ѝ касов хит е през 2010 г. с филма на Дейвид Финчър „Социалната мрежа“ (2010), в който има сцена с Джъстин Тимбърлейк. Тя участва в „Звяр" (2011), „За Елън“ (2012), „Кози“ (2012) с Дейвид Духовни, „Петгодишен ангажимент“ (2012), „Внедрени в час“ (2012)..
През 2012 г. Дакота Джонсън играе главната роля в сериала „Бен и Кейт“, който се излъчва по Fox. Поради нисък интерес от страна на аудиторията обаче, ситкомът е спрян след само един сезон на екран. Дакота бързо възобновява кариерата си в игралното кино с три високобюджетни филма: "Need for Speed" (2014), "Cymbeline" (2014), съвременна адаптация на пиесата на Уилям Шекспир "Cymbeline", и главната роля на Анастейша Стийл в „Петдесет нюанса сиво“ (2015), адаптация на еротичния бестселър „Петдесет нюанса сиво“. Тя побеждава много млади актриси за желаната роля на Анастейша, а филмът се превръща в световен хит и я прави звезда. За „Петдесет нюанса сиво“ тя печели наградата People's Choice Award за любима драматична филмова актриса.

## Личен живот
Обича да разхожда кучето си Цепелин и да е сред природата.
Нейни приятели са Райли Киоу (внучката на Елвис Пресли), Парис Хилтън, моделът Тони Гарн, Рита Ора, Стела Маккартни, Джейми Кинг и Мери-Кейт Олсен.

## Филмография
| Година | Заглавие                                            | Роля                  | Бележки |
| ------ | --------------------------------------------------- | --------------------- | ------- |
| 1999   | Луди в Алабама, Crazy in Alabama                    | Сондра                |         |
| 2010   | Социалната мрежа, Social Network                    | Амелия Ритър          |         |
| 2011   | Звяр, Beastly                                       | Sloan Hagen           |         |
| 2012   | For Ellen                                           | Синди Тейлър          |         |
| 2012   | Goats                                               | Мини                  |         |
| 2012   | Внедрени в час, 21 Jump Street                      | Fugazy                |         |
| 2012   | Безкрайният годеж, Five-Year Engagement             | Одри                  |         |
| 2013   | Theo                                                | Хлое                  |         |
| 2014   | Date and Switch                                     | Ем                    |         |
| 2014   | Need for Speed                                      | Анита                 |         |
| 2014   | Цимбелин, Cymbeline                                 | Imogen                |         |
| 2015   | Петдесет нюанса сиво, Fifty Shades of Grey          | Анастейжа „Ана“ Стийл |         |
| 2015   | Anarchy                                             | Иможин (Cymbeline)    |         |
| 2015   | Черна служба, Black Mass                            | Линдзи Сир            |         |
| 2015   | Голямото плискане, A Bigger Splash                  | Пенелопе              |         |
| 2016   | Наръчник за необвързани, How to Be Single           | Алис                  |         |
| 2017   | Петдесет нюанса по-тъмно, Fifty Shades Darker       | Анастейжа „Ана“ Стийл |         |
| 2018   | Петдесет нюанса освободени, Fifty Shades Freed      | Анастейжа „Ана“ Стийл |         |
| 2018   | Суспирия, Suspiria                                  | Susie                 |         |
| 2018   | Тежки времена в Ел Роял, Bad Times at the El Royale | Emily Summerspring    |         |
| 2019   | Wounds                                              | Carrie                |         |
| 2019   | The Peanut Butter Falcon                            | Eleanor               |         |
| 2019   | The Friend                                          | Nicole Teague         |         |
| 2020   | По ноти, The High Note                              | Maggie Sherwoode      |         |